# パナイ島

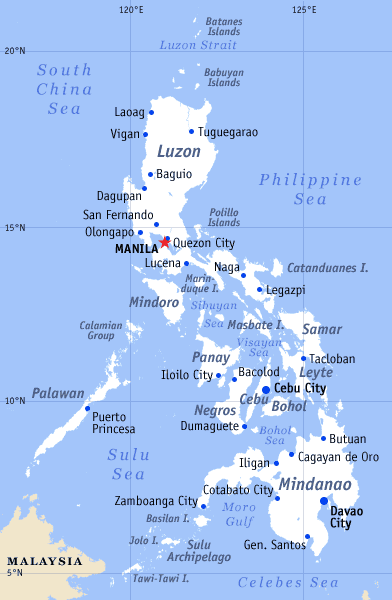
パナイ島はネグロス島の北、ミンドロ島の南、スールー海に面した場所に位置する

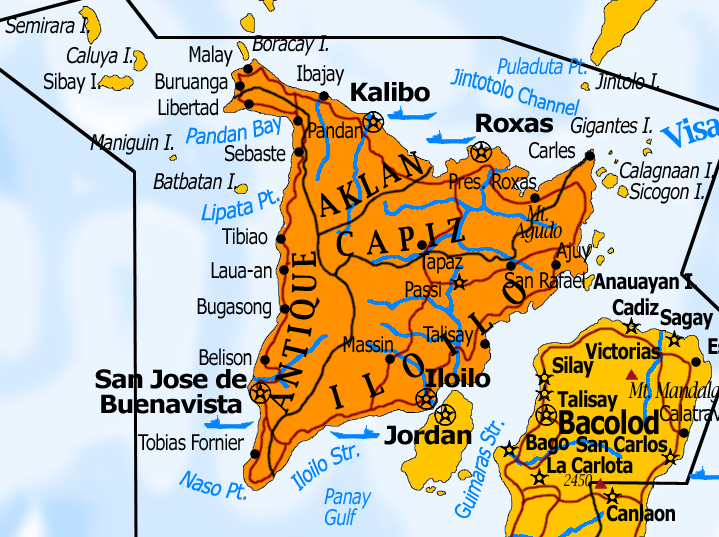
パナイ島

パナイ島（パナイとう、Panay）は、フィリピン中部ビサヤ諸島の西ビサヤ地方に属する島。島最大の都市はイロイロ市で、西ビサヤ地方の中心都市でもある。面積は11,515km2で、フィリピンで6番目の大きさ。

## 地理
パナイ島はミンドロ島の南東に位置し、ネグロス島からはギマラス海峡を挟んで北西の位置にある。ネグロス島との間にはギマラス島（ギマラス州）がある。島の北はシブヤン海とロンブロン諸島（ロンブロン州）が、ジントトロ海峡を挟んでビコル地方のマスバテ島（マスバテ州）がある。シブヤン海とマスバテ島の向こうはルソン島である。南西はスールー海に開けている。また2,000mを超える高峰マジャアス山(Madjaas)がそびえている。

## 歴史

### 伝説
パナイ島は有名な伝説「マラグタス（Maragtas）」の舞台とされる場所である。ボルネオでの圧政から逃れたマレー系の領主たちとその民が海を渡りパナイ島にたどり着き、ビサヤ諸島の人々の祖先となったといわれている。第二次世界大戦後の独立直後の民族主義昂揚時には、マラグタスはスペイン植民地化前のフィリピンの起源を語る話として教科書でも史実として大きく取り上げられた。しかしこの伝説は、ペドロ・アルカンタラ・モンテクラロが1907年に古老から聞き書きして出版した物語に基づくもので、正確な史実ではない。
ペドロ・アルカンタラ・モンテクラロの本『マラグタス』に語られているはっきりした確証のない民間伝承によれば、ボルネオの10人の領主（ダトゥ、datu）が現在イロイロ州のサン・ホアキン町（San Joaquin）となっている場所に上陸したという。彼らはネグリト人系の先住民アエタ人（Aeta）の王マリクドからパナイ島の低地を金の帽子、金のネックレスなどで買い、土地を耕し、島を「マジャ・アス」（Madya-as）に改名した。彼らは島を3つの共同体、イロン・イロン（Irong-irong）、アケアン（Akean、今のカピス州も含む）、ハムティク（Hamtik）に分けた。これらが現在の州の名の元となっているという。

### マレー人の入植
スペイン植民地時代前はアクラン（アケアン）の一部だったカピスも、マレー人による最も初期の入植地であり、スペイン人のフィリピン来航より数世紀も前からマレー人が住んでいたことになる。
彼らボルネオ人の到着を祝う祭りがパナイ島北部のアクラン州カリボで行われているアティ・アティハン（Ati-Atihan）の祝祭である。これはもともと穀物の収穫と守護聖人サント・ニーニョ（幼子イエス）のための祭りだが、ボルネオ人のため山に移ったアエタ族を記念して、人々は体を真っ黒に塗りドラムと音楽で町を練り歩く。

### スペイン植民地時代
ミゲル・ロペス・デ・レガスピ率いるスペイン人たちは1569年、セブ島からパナイ島に到達し、刺青をした住民を見たためにこの島を「イスラ・デ・ロス・ピンタドス」（Isla de los Pintados、描かれた人たちの島）と呼んだ。どのように島の名がパナイに変化したかはよくわかっていない。アエタ人はこの島を、たくさんある植物の名前からアニニパイ（Aninipay）と呼んでいたことが主な説になっている。また島の話では、レガスピと部下たちは食料を探しに出かけ、「Pan hay en esta isla!」と叫んだという。このため、彼らはパナイ島のバニカ川河口（現在のカピス州）に築いた最初の植民地をパン・アイ（Pan-ay、現在のカピス州州都ロハスの隣にあるパナイ町）と名づけたという。ともあれ、パンアイは、セブ島のサン・ミゲル（現在のセブ市）に次ぐフィリピン第2のスペイン人入植地となった。

### 第二次世界大戦
パナイ島はアメリカ海軍の艦船の名前にもなっており、パナイ号（USS Panay）を名乗る船舶はいくつかあるが、その中で最も有名な船は1937年12月、陥落直後の南京付近の長江で日本海軍の軍用機に沈められた砲艦パナイ号であろう（パナイ号事件）。
また、1944年10月26日には、本島西方の海域にて日本海軍の軽巡洋艦鬼怒と駆逐艦浦波がアメリカ第7艦隊の護衛空母搭載機による攻撃を受け戦没している。

## 行政区分
島はアクラン州、アンティーケ州、カピス州、イロイロ州の4つの州に分かれている。

## 産業
島の主な産業は米、砂糖、漁業などである。

## 観光
またパナイ島北端から1km沖合いにあるボラカイ島（アクラン州）は国際的なリゾートとして、長さ4kmにわたる純白のビーチとダイビングスポットで有名である。

## 住民

### 言語
パナイ島の主要言語はビサヤ語の一種、イロンゴ語である。

### 宗教
ほとんどの島民はローマ・カトリックを信仰する。